# Diaspora kabyle
La diaspora kabyle regroupe les personnes d'origine kabyle vivant à l'extérieur de la Kabylie. La diaspora est surtout présente dans les autres régions d'Algérie (Alger), en Europe (France, Belgique, Royaume-Uni) et en Amérique du Nord (Canada).

## Historique
La Kabylie a toujours été une terre de forte émigration. C'est une région rurale, dépourvue de richesses naturelles, peu urbanisée et peu valorisée par des projets de développement économique.
La diaspora kabyle est présente dans la domaine musical. Les chansons en kabyle permettent aux musiciens de maintenir la langue berbère et participe à la résistance à l'arabisation imposée au Maghreb. 

## Répartition à travers le monde

### Algérie
La diaspora kabyle comprend environ 2 millions de Kabyles à Alger, capitale de l'Algérie. On les trouve également dans d'autres centres urbains du pays, notamment à Constantine, Sétif et Oran,.

### Belgique
Après la France, la deuxième plus grande communauté kabyle, hors Algérie, se trouve en Belgique. Plusieurs sources donnent aux environs de 70 000 Kabyles vivant en Belgique.

### Canada
En Amérique du Nord, le Canada est le pays qui abrite la plus forte communauté kabyle, atteignant 25 000 personnes. 
En 2021, la diaspora kabyle se réunie à Montréal pour évoquer la « mauvaise gestion de la Covid-19, la manipulation sur les responsables des incendies, les arrestations des militants, la multiplication du phénomène de harragas ». En 2024, Radio-Canada fait état de pressions, par le régime algérien, sur des ressortissants canadiens, d'origine kabyle, proches du Mouvement pour l'autodétermination de la Kabylie,.

### France
La plus importante communauté kabyle, hors Algérie, se trouve en France où il y aurait entre 800 000 et 1 million de Kabyles. 
Les premiers Kabyles arrivent en France après la révolte de Mokrani en Kabylie du Cheikh El Mokrani, en 1871. Des Kabyles qui échappent aux exécutions sommaires sont déportés en Nouvelle-Calédonie, où leurs descendants vivent toujours. En 1905, l’essor économique de la France attirent les premiers ouvriers algériens, « pour la plupart originaires de Grande Kabylie ». Puis des soldats démobilisés restent en métropole après la première guerre mondiale. En 1912, selon une commission d'enquête, près de 10 000 Kabyles travaillent en France notamment dans les Bouches du Nord et le Pas-de-Calais. En 1934, les Kabyles représentent les 3/4 des émigrés et en 1950, 50 à 60 % des Algériens travaillant en France sont d’origine kabyle.
Selon une enquête effectuée, en 1999, par le Comité consultatif pour la promotion des langues régionales et de la pluralité linguistique, 1,5 à 2 millions de personnes vivant en France parlaient les langues berbères (kabyle, chleuh, rifain, chaoui).

## Filmographie
- Une Journée au soleil (documentaire), de Arezki Metref et Marie-Joëlle Rupp, SaNoSi Productions, BIP TV (Berry Issoudun Première Télévision), deux versions (56 et 78 minutes), 2017[15],[6].